# Дархан Ахмед-Заки
Ахмед-Заки Дархан Жумаканович (29 марта 1981) — казахстанский учёный, педагог и государственный деятель. Ректор Южно-Казахстанского исследовательского университета имени Мухтара Ауэзова. Доктор технических наук, профессор.

## Биография
Родился 29 марта 1981 года в селе Маканчи Восточно-Казахстанской области.
В 2002 году окончил механико-математический факультет Казахского национального университета имени аль-Фараби по специальности «Прикладная математика». В 2007 году получил второе высшее образование в Казахском национальном техническом университете имени К. И. Сатпаева по специальности «Нефтегазовое дело».
Владеет казахским и русским языками.

## Научная деятельность
В 2007 году защитил кандидатскую диссертацию на тему «Влияние температурных эффектов на вытеснение нефти водой и электромагнитное зондирование пластов». В 2010 году защитил докторскую диссертацию по специальности «Математическое моделирование, численные методы и комплексы программ».
Автор более 100 научных работ, в том числе публикаций в международных журналах.

## Карьера
- 2002 — преподаватель физики и математики в Республиканском медицинском колледже (Алматы).
- 2003 — инженер-программист в Центре технологических исследований ЗАО «КазахОйл».
- 2004—2012 — преподаватель, затем заведующий кафедрой информатики механико-математического факультета КазНУ.
- 2012—2016 — декан механико-математического факультета, затем проректор КазНУ.
- 2016—2017 — директор Департамента высшего и послевузовского образования Министерства образования и науки РК.
- 2017—2020 — президент Университета международного бизнеса.
- 2020—2022 — ректор Astana IT University.
- 2022—2023 — председатель Комитета науки Министерства науки и высшего образования РК.
- 2023—2025 — вице-министр науки и высшего образования РК.
- С 2025 года — ректор Южно-Казахстанского исследовательского университета имени М. Ауэзова.

## Награды и признание
- Лауреат государственной научной стипендии для учёных, внёсших выдающийся вклад в развитие науки (2006).
- Почётное звание «Лучший преподаватель вуза» (2015).